# Габяши, Султан Хасанович
Султан-Ахмет Хасангатович Габяши (тат. Солтанәхмәт Хәсәнгата улы Габәши; 1 мая 1891, деревня Малый Сулабаш, Казанская губерния (ныне Высокогорский район, Республика Татарстан) — 8 января 1942, деревня Челкак, Бураевский район, Башкирская АССР) — башкирский и татарский композитор, педагог и музыкально-общественный деятель, деятель татарского музыкального образования. Член Союза композиторов СССР (с 1940 года).

## Биография
Султан Габяши родился в семье видного религиозного и общественного деятеля Хасан-Гаты Габяши.
Учился в медресе «Гусмания» В 1908—1914 годах обучался в Уфимском реальном училище и медресе «Галия».
В 1915 году вместе с родителями возвращается в Казань. Сдав экстерном экзамены, поступает в Казанский университет на юридический факультет. Наряду с учёбой в университете занимается преподавательской деятельностью.
К 1916 году относятся первые композиторские опыты: сольные и хоровые обработки народных песен, музыкальное оформление татарских драматических спектаклей.
С 1918-1922 годы служит преподавателем пехотных командных курсов в Казани и преподавателем мусульманских педагогических курсов (впоследствии Педагогический техникум), работает заведующим филиала Восточной консерватории и преподаёт элементарную теорию музыки и хорового пения.
Творческую деятельность Султан Габяши начал в 1909 году с участия в музыкально-литературных вечерах в Уфе и продолжил после переезда в Казань. Первые же сочинения композитора — инструментальные пьесы, романсы и песни, привлекли мелодическим богатством музыкального языка, интересными ладо-гармоническими находками и снискали автору большую популярность. Обращался С. Габяши и к весьма популярному в начале века, но не менее новому для татарских слушателей жанру мелодекламаций.
17 марта 1917 года татарской драматической труппой «Сайяр» была поставлена драма Г. Исхаки «Зулейха» — первое в истории татарского театра драматическое произведение со специально написанной музыкой, автором которой был Султан Габяши. Композитор назвал её «музыкально иллюстрированной драмой», где музыкальные номера исполнялись оркестром под управлением автора. Успехом этого начинания у зрителей стали отзывы в газетах как «нового явления в татарском искусстве». Широкий резонанс среди зрителей получила и вышедшая в 1918 году музыкальная драма «Тахир и Зухра» Ф. Бурнаша. Всего за 1916—1928 годы С. Габяши сочинил музыку к 12 драматическим произведениям, поставленным на сцене татарского драматического театра.
В соавторстве с Г. С. Альмухаметовым и В. И. Виноградовым работал над созданием и постановкой первых татарских опер «Сания» (либретто Ф. Амирхана, 1925) и «Эшче» («Рабочий», либретто М. Гафури, 1930), а также «Торжественный марш» для симфонического оркестра (1929), посвящённого 10‑летию образования Башкирской АССР и других.
C 1931 года жил в Уфе, работал научным сотрудником Башкирского НИИ национальной культуры, одновременно занимался композиторской и педагогической деятельностью в Башкирском техникуме искусств. С 1936 года являлся сотрудником Управления по делам искусств при СНК Башкирской АССР. С 1941 года преподавал в Челкаковской средней школе.
Габяши стоял у истоков профессионального музыкального искусства Башкортостана и Татарстана, активно участвовал в создании Башкирского отделения Союза композиторов СССР. В 1930-е годы совместно с А. С. Ключарёвым принимал участие в комплексных музыкально-этнографические экспедициях по Башкирской АССР, где было записано и нотировано 50 народных песен. Участвовал в составлении учебной программы «Башланғыс мәктәптәр өсөн музыканан программа» («Программа по музыке для начальных школ», 1933; совместно с Х. К. Ибрагимовым и И. В. Салтыковым).

## Семья
Сын Султана Габяши — Рустем Габяши, известный российский учёный-археолог.

## Сочинения
Среди сочинений Габяши — оперы «Сания» (1925 г.), «Эшче» (1930 г.) в соавторстве с В.Виноградовым и Г.Альмухамедовым; музыка к спектаклям  «Зөләйха» («Зулейха») Г.Исхаки, «Таһир–Зөһрә» («Тахир и Зухра») Ф.Бурнаша, «Бүз егет» («Славный джигит») К.Рахима, «Фәтхулла хәзрәт» («Фатхулла хазрет») Ф.Амирхана, «Йосыф белән Зөләйха» («Йусуф и Зулейха») К.Амири, «Җир уллары» («Сыны земли») X.Такташа и др.; песни «Рокия», «Эшче кыз», «Ике заман», «Кәкук» («Кукушка», слова народные), «Курай» для хора акапелла (стихи М. Хая); «Вальс», «Полька», "Марш «Яналиф» для симфонического оркестра, «Марш» для фортепиано и другие; перевод либретто оперы Джакомо Пуччини «Мадам Баттерфляй» и другие, обработки татарских и башкирских народных песен для хора; вокальные и камерно-инструментальные произведения, в том числе «Пикник», «Кайгы» («Горе»), «Кайгыдан соң шатлык» («Радость после горя»), «Яшьлек» («Молодость») для фортепиано; марш «Яналиф» для симфонического оркестра (в соавторстве с Г.Альмухамедовым и В.Виноградовым) и др.
Публикации
- Уфада музыка мәсьәләсе // Вакыт. 1910. 12 января.
- Музыканың эшләнеше // Безнең юл. 1925. № 7–8.
- Музыка турында безнең сораулар. «Яңалиф» анкетасы // Яңалиф. 1931. № 3–6.
- Татарстанда курайчылар һәм гармунчылар // Атака. 1932. № 1.

Книги
- Татар сәхнәсендә музыка // Татар театры (1906–1926). Казан, 1926.
- Программа по музыке для начальной школы. Уфа, 1933.
- Башкирские народные песни. — Уфа, 1935.

## Память
Именем Султана Габяши (в реестре улиц используется написание улица Султана Габаши) названа улица в Приволжском районе Казани.